# Lagman

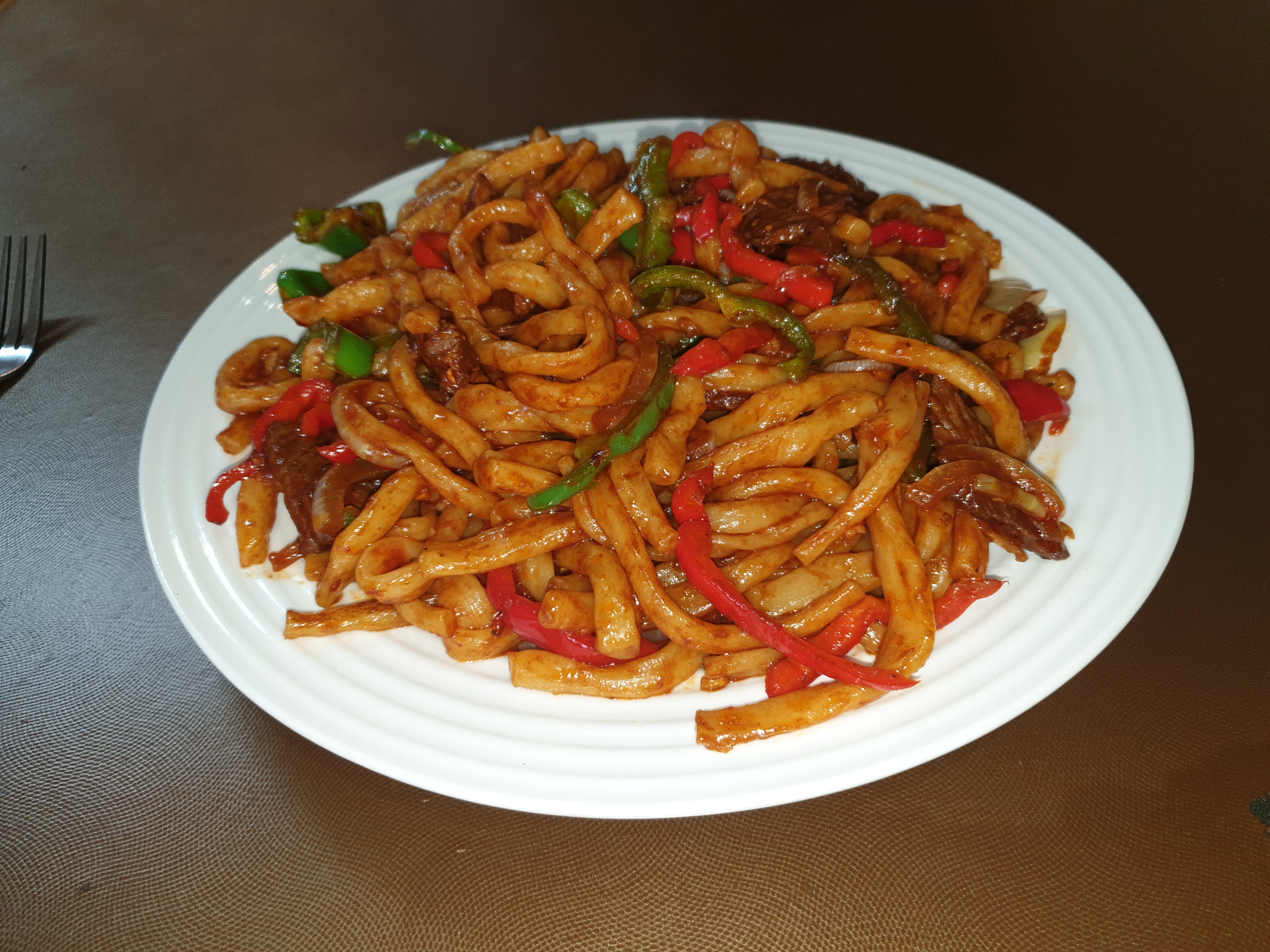
Boso lagman

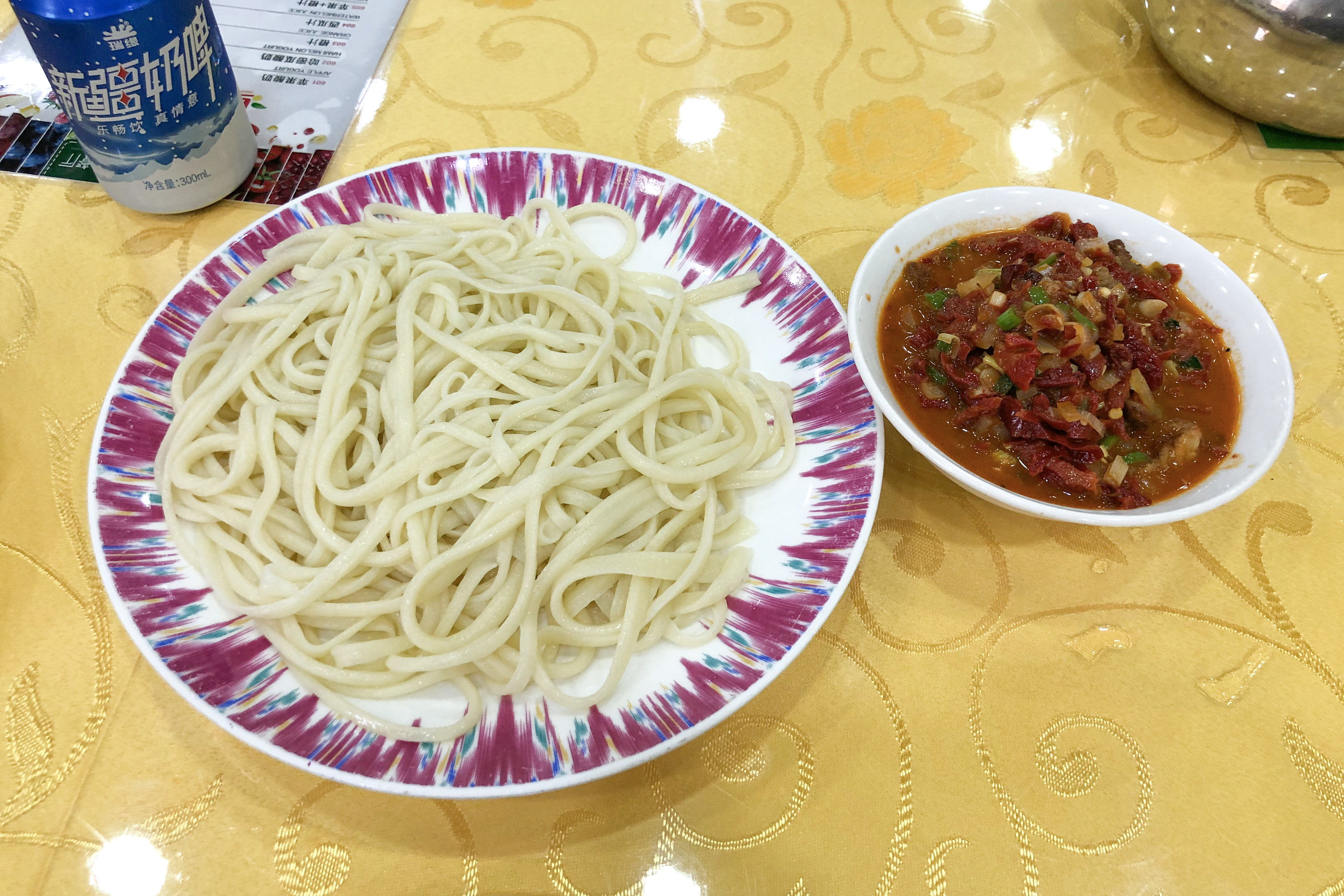
Gyuro lagman

Lagman (kaz. лағман, kirg. лагман, tadż. лағмон, ujg. ‏لەغمەن‎, uzb. lagʻmon) – potrawa kuchni państw Azji Centralnej złożona z makaronu, smażonej baraniny, papryki, pomidorów i cebuli. W Chinach potrawa jest znana jako latiaozi (chiń. 拉条子) lub bàn miàn (chiń. 拌面). 
Podstawowe danie ma formę zupy, natomiast istnieje wiele jego odmian, m.in. boso lagman, w którym makaron jest smażony i gyuro lagman, gdzie gotowany makaron podaje się oddzielnie od reszty składników.

## Pochodzenie
Z powodu niewystępowania litery ''l'' na początku słów w językach turkijskich przypuszcza się, że nazwa dania jest zapożyczeniem z języka chińskiego (od lamian), sama potrawa prawdopodobnie również wywodzi się z kuchni chińskiej.